# Мамонова дача
Усадьба «Васи́льевское» (известная также как Мамонова дача, Ноева дача, Усадьба Дмитриева-Мамонова) — усадьба конца XVIII — начала XIX веков в черте современной Москвы на Воробьёвых горах. Бывшая загородная резиденция князей Василия Долгорукова-Крымского, Николая Юсупова и графа Матвея Дмитриева-Мамонова. Имеет адрес дом 4 по улице Косыгина и находится на территории Института химической физики РАН. В настоящее время в здании бывшей усадьбы находится главный корпус института.

## История

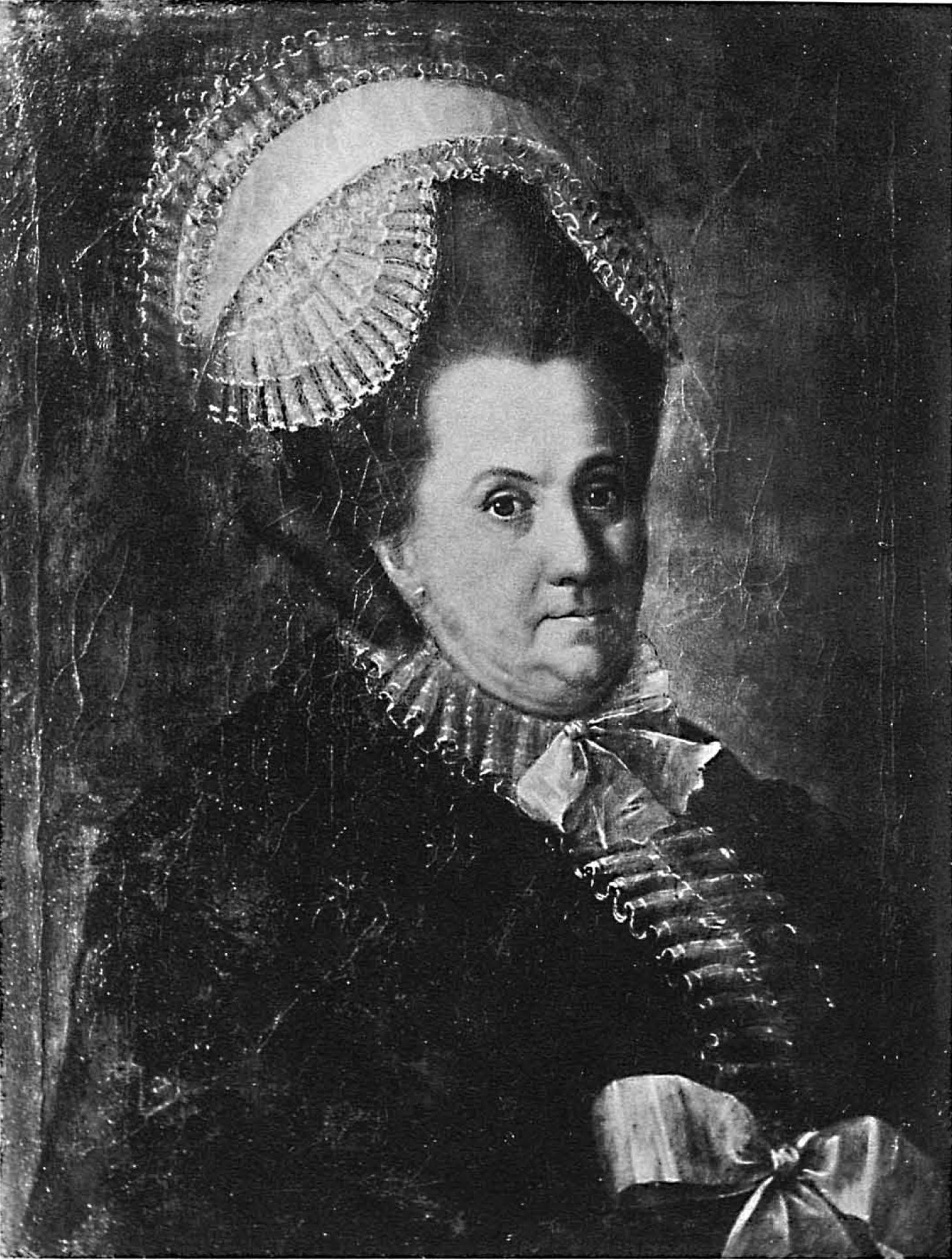
Княгиня Настасья Васильевна Долгорукая, портрет из каталога начала XX века

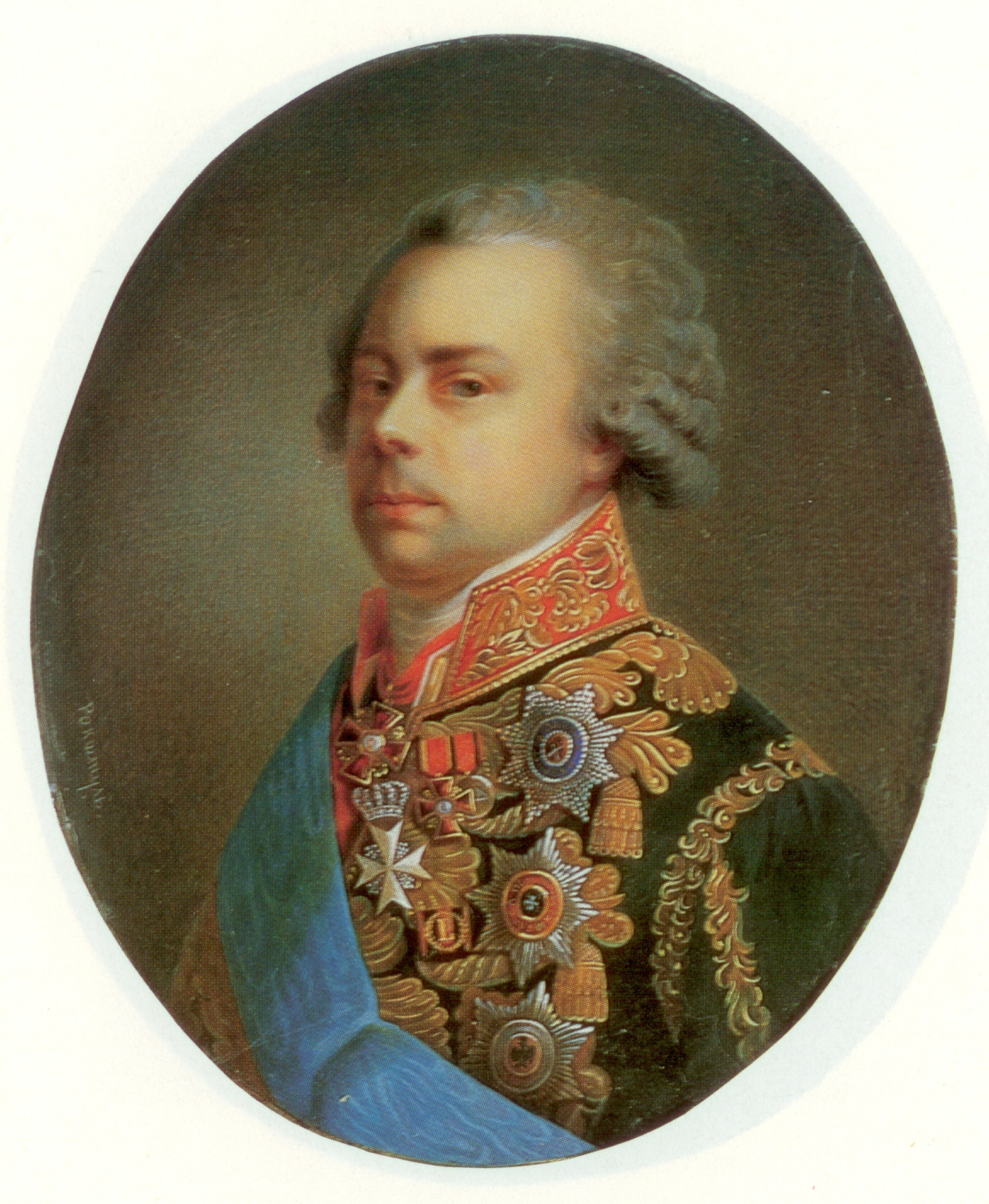
Князь Николай Борисович Юсупов, 1849

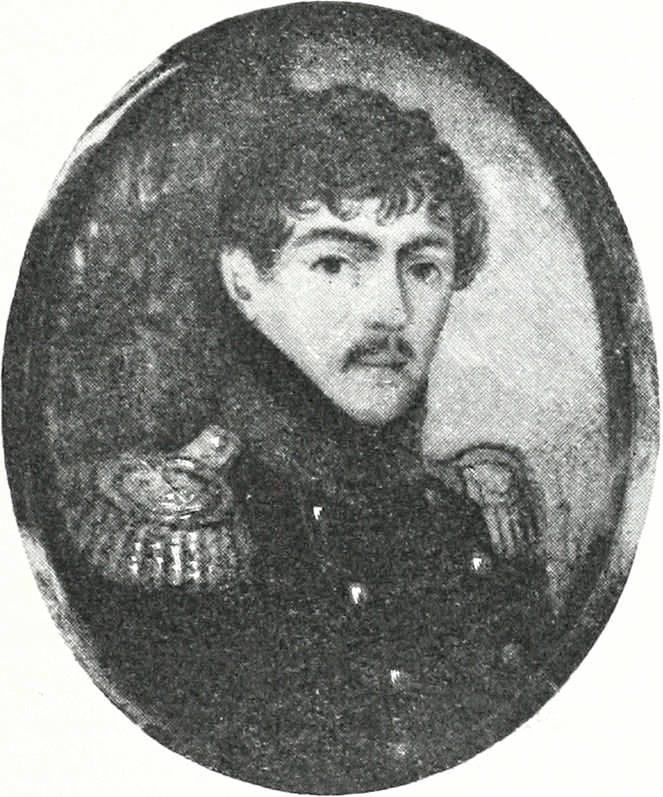
Матвей Александрович Дмитриев-Мамонов, до 1863

### XVII—XVIII века
С XVII века земли на высоком берегу Москвы-реки рядом с великокняжеской, а затем царской резиденцией Воробьёвским дворцом принадлежали дворянскому роду Салтыковых. В 1709 году они перешли во владение князя и генерал-фельдмаршала Василия Долгорукова, после чего село на Воробьёвых горах получило название Васильевское.
В середине XVIII века владельцем усадьбы стал ещё один представитель рода Долгоруковых — князь Василий Долгоруков-Крымский, будущий московский генерал-губернатор. С 1756 по 1761 год на этом месте шло строительство усадьбы по проекту архитекторов Саввы Чевакинского и Ивана Жеребцова, был разбит регулярный парк. В конце того же века архитектор Родион Казаков составил опись усадьбы. В ней он упомянул каменный дом с флигелями и антресолями, два пруда с беседками и пять каменных домиков в турецком стиле в парке, а также «два корпуса наподобие турецких крепостей». В имении проходили балы, фейерверки, встречи с почётными жителями Москвы.
<...> за ужинными столами по приглашению от супруги его сиятельства княгини Настасьи Васильевны присутствовали знатные дамы и девицы, и бал, состоя в персонах в двухстах обоего пола, продолжался всегда до совершенного рассвета следующего дня, а между тем беспрестанно подаваемы были служащие к прохлаждению напитки и нынешнего времени фрукты и конфекты.
Усадьба была известна своими фруктовыми садами и оранжереями, откуда в дома состоятельных москвичей поступали «красные, белые и зелёные арбузы, разных родов лучшего вкусу дыни и канталупы, также и другие многие редкие плоды». Английский путешественник Уильям Кокс писал:
Мы остановились в Васильевском, загородном доме князя Долгорукова, который стоит на верхушке холма, у подошвы которого здесь течёт, огибая его, река Москва, которая здесь шире, чем в других местах; с холма открывается роскошный вид на обширный город; дом — обширное деревянное здание, к которому мы поднялись по трём террасам… В саду находятся несколько моделей крепостей, которые были им осаждены и взяты; между прочими, модель Керчи и Перекопа.

### XIX век
В начале XIX века Васильевское перешло во владение известного дипломата и мецената — князя Николая Юсупова. При нём главное здание усадьбы приобрело новый облик в стиле ампир. Над центральным объёмом надстроили купольный зал для балов и приёмов, а над боковыми — бельведеры в виде башенок. По ионическому портику в шесть колонн был проведён лепной монументальный фриз. С балконов, обращённых к реке, открывался панорамный вид на Москву и Московский Кремль. Долгое время проект реконструкции усадьбы приписывали Доменико Жилярди, но впоследствии было установлено авторство Осипа Бове.
В 1810 году Николай Юсупов приобрёл подмосковное имение Архангельское и переселился туда на постоянное место жительства. Васильевское осталось местом встреч с высокопоставленными гостями. К востоку от регулярного липового парка был разбит пейзажный парк, простиравшийся вплоть до Андреевского монастыря, и построена новая большая оранжерея со сплошным остеклением. По свидетельствам искусствоведов, при Юсупове усадьба была окружена чугунной оградой в стиле ампир, приписываемой архитектору Фёдору Шестакову. В настоящее время от неё сохранилась часть звеньев и пилон ворот.
В конце 1820-х годов Юсупов сдал Васильевское в аренду херсонскому купцу И. И. Плету, который в контракте настоял на том, «чтоб в протекающей мимо оной дачи Москве-реке производить мне во всё годовое время мойку русских и тонких шерстей», а сушку и сортировку оных выполнять «в тамошнем господском доме вольнонаёмными по пачпортам людьми… и во оном же доме самому мне жить».
После смерти князя Юсупова в 1831-м, собственником Васильевского стал участник Отечественной войны 1812 года, основатель Ордена русских рыцарей (одной из предтеч движения декабристов) и возможный прототип Пьера Безухова в «Войне и мире» Льва Толстого граф Матвей Дмитриев-Мамонов. От его фамилии и пошло название «Мамонова дача». После отказа присягать Николаю I в 1825-м Дмитриев-Мамонов был признан душевнобольным, потому в усадьбе он содержался под домашним арестом. Граф умер в 1863 году от ожогов: на нём загорелась одежда, облитая одеколоном. После Мамонова усадьбу унаследовал статский советник Иван Фонвизин, который в 1877-м сдал её в аренду под частную психиатрическую лечебницу.
В 1883 году Васильевское купил садовод-промышленник Фёдор Ноев, сумевший развить оранжерейное хозяйство в парке до промышленных масштабов. По его фамилии имение стало называться также Ноевой дачей.

### XX век
В 1910 году Фёдор Ноев продал усадьбу Московской городской думе с целью обустройства общественного парка, но эти планы прервала Первая мировая война.
После революции 1917-го и Гражданской войны Васильевское пришло в запустение и постепенно разрушалось. Только после обращений архитектора Сергея Родионова к властям усадьбу взял под охрану Главмузей. Весной 1922 года на отремонтированном нижнем этаже был организован приют для голодающих детей. Годом позже в усадьбе открылась гостиница, где впоследствии жили нарком просвещения Анатолий Луначарский и его жена, актриса Наталья Розенель.
3 августа 1924 года в Васильевском был открыт Центральный музей народоведения с экспозицией одежды, предметов быта и народных промыслов СССР, бурятских, киргизских и хакасских юрт. Музей просуществовал до начала Великой Отечественной войны, затем его коллекция была передана в Ленинград. Здание усадьбы в 1943-м перешло Институту химической физики под руководством академика Николая Семёнова. Ландшафтная часть бывшего имения стала принадлежать Институту физических проблем АН СССР. Также с 1937 по 1950 год в парке Мамоновой дачи были построены дополнительные здания под нужды научных институтов. Здесь же располагались особняки партийного руководства, где жили Алексей Косыгин и Михаил Горбачёв. В 1985-м был открыт кабинет-музей Петра Капицы в здании 1950 года постройки на территории парка.

## Современность
В настоящее время на территории Мамоновой дачи продолжает работать Институт химической физики и Институт физических проблем РАН. С 1990 года он носит имя своего основателя Николая Семёнова. На стенах института Физических Проблем РАН (ИФП) висят мемориальные доски учёным Петру Капице и Льву Ландау.
Согласно постановлению Правительства Москвы от 3 февраля 2009 года парковый комплекс «Усадьба Дмитриева-Мамонова» носит статус объекта культурного наследия регионального значения. Однако в настоящее время главное здание усадьбы находится в неудовлетворительном состоянии и продолжает разрушаться. Территория бывшего имения закрыта для посещения посторонними и тщательно охраняется, посетителям доступна только нижняя часть парка, находящаяся в ведении города. На территории парка сохранились липовые аллеи, ясени, тополя, клёны, посаженные при Дмитриеве-Мамонове, а также старинный пруд с островом посреди пейзажной части. Форма и расположение некоторых аллей остались теми же, что и в XIX веке.
В 2008 году участки земли на Воробьёвых горах вокруг Мамоновой дачи предполагалось отдать под дорогостоящие высотные постройки, однако правительству Москвы и градозащитникам удалось отстоять территорию путём обращения в Арбитражный суд. Земля была признана опасной для строительства из-за риска возникновения оползней.
19 февраля 2013 года на территории усадьбы произошёл пожар площадью 500 м². По данным московского историка и журналиста Михаила Коробко, в результате сгорел дворцовый бельведер. 28 января 2014 года произошло ещё одно возгорание. Его площадь составила 50 м², пострадавших не было. На месте пострадавшей от пожаров части здания сооружён консервационный металлический кожух, уцелевшие фасады покрашены.  В крайне ветхом состоянии оранжерея. В январе 2017 года утверждено охранное обязательство, предмет охраны не утверждён. Виды Академии наук на реставрацию памятника неизвестны.